# سال نو مبارک (ترانه)
«سال نو مبارک» (انگلیسی: Happy New Year) ترانه‌ای از ابرگروه سوئدی آبا است که در سال ۱۹۸۰ منتشر شد. خوانندهٔ این ترانه آنگنیه‌تا فلتسکوگ بود و نام اولیه آن «بابا شب کریسمس مست نکن» بود. یک نسخهٔ اسپانیایی از این ترانه با عنوانِ فلیسیداد (به معنیِ «سال نو مبارک») نیز اجرا و در کشورهای اسپانیایی‌زبان در سال ۱۹۸۰ منتشر شد که جزء ۵ ترانه برتر کشور آرژانتین در آن سال شد.
در سال ۱۹۹۹، نسخه انگلیسی این ترانه برای هزاره جدید دوباره منتشر شد و به رتبه ۲۷ در سوئد، رتبهٔ ۱۵ در هلند و رتبهٔ ۷۵ در آلمان دست یافت. این ترانه همچنین در سال ۲۰۰۸ در چندین کشور منتشر شد و به رتبهٔ ۴ جداول موسیقی سوئد و رتبهٔ ۱۱ جداول موسیقی نروژ دست یافت. این ترانه در سال ۲۰۰۹ دوباره وارد جداول موسیقی سوئد و نروژ شد و در رتبه ۵ در هر دو چارت و رتبه ۸ در هلند در سال ۲۰۱۱ قرار گرفت. از آن زمان به بعد نیز به‌طور منظم این ترانه در برخی از کشورها هنگام سال نوی میلادی در جدول موسیقی قرار می‌گیرد و جزء لاینفک مراسم آغاز سال جدید (و سال نو قمری) در ویتنام شد. این ترانه در سال ۲۰۲۲، پس از یکی از ترانه‌های گروه موسیقی د اسمایل سی و دومین صفحهٔ گرامافونی پرفروش در بریتانیا بود.